# توني لاسلو
توني لاسلو (بالإنجليزية: Tony László)‏ هو صحفي أمريكي، ولد في 16 أكتوبر 1960 في الولايات المتحدة.

## وصلات خارجية
- الموقع الرسمي